# Deeper Than Rap
Deeper Than Rap é o terceiro álbum de estúdio do rapper estadunidense Rick Ross, lançado pela Def Jam Recordings em 21 de abril de 2009 nos Estados Unidos. Ele estreou na primeira posição da Billboard 200 e vendeu 158.000 cópias na primeira semana.

## Faixas
| #  | Faixa               | Produtor(es)                 | Part. especial(is)             | Duração |
| -- | ------------------- | ---------------------------- | ------------------------------ | ------- |
| 1  | "Mafia Music"       | The Inkredibles              |                                | 4:16    |
| 2  | "Maybach Music 2"   | J.U.S.T.I.C.E. League        | T-Pain, Lil Wayne & Kanye West | 4:59    |
| 3  | "Magnificent"       | J.U.S.T.I.C.E. League        | John Legend                    | 4:17    |
| 4  | "Yacht Club"        | J.U.S.T.I.C.E. League        | Magazeen                       | 5:14    |
| 5  | "Usual Suspects"    | The Inkredibles              | Nas                            | 5:14    |
| 6  | "All I Really Want" | Christopher "Tricky" Stewart | The-Dream                      | 4:16    |
| 7  | "Rich Off Cocaine"  | J.U.S.T.I.C.E. League        | Avery Storm                    | 4:25    |
| 8  | "Lay Back"          | The Runners                  | Robin Thicke                   | 4:02    |
| 9  | "Murda Mami"        | Bigg D                       | Foxy Brown                     | 3:34    |
| 10 | "Gunplay"           | The Inkredibles              | Gunplay                        | 3:34    |
| 11 | "Bossy Lady"        | The Runners                  | Ne-Yo                          | 3:53    |
| 12 | "Face"              | Drumma Boy                   | Trina                          | 3:14    |
| 13 | "Valley of Death"   | DJ Toomp                     |                                | 3:54    |
| 14 | "In Cold Blood"     | The Runners                  |                                | 3:05    |
| *  | "Cigar Music"       | Bink!                        | Masspike Miles                 | 4:05    |

| Críticas profissionais                                                      | Críticas profissionais |
| Avaliações da crítica                                                       | Avaliações da crítica  |
| Fonte                                                                       | Avaliação              |
| --------------------------------------------------------------------------- | ---------------------- |
| Allmusic                                                                    | [ 3 ]                  |
| Artistdirect                                                                | [ 4 ]                  |
| Entertainment Weekly                                                        | (B)                    |
| Los Angeles Times                                                           | [ 6 ]                  |
| New York Times                                                              | (favorable)            |
| NOW                                                                         | [ 8 ]                  |
| Rolling Stone                                                               | [ 9 ]                  |
| Slant                                                                       | [ 10 ]                 |
| USA Today                                                                   | [ 11 ]                 |
| Vibe                                                                        | (favorable)            |
| Esta tabela precisa de ser acompanhada por texto em prosa. Consulte o guia. |                        |

## Paradas musicais
| Parada musical (2009)                 | Posição topo |
| ------------------------------------- | ------------ |
| U.S. Billboard 200                    | 1            |
| U.S. Billboard Top R&B/Hip-Hop Albums | 1            |
| U.S. Billboard Top Rap Albums         | 1            |
| Top Canadian Albums                   | 5            |

| Ano  | Canção            | Posições topo | Posições topo | Posições topo |
| Ano  | Canção            | US            | US R&B        | US Rap        |
| ---- | ----------------- | ------------- | ------------- | ------------- |
| 2009 | "Magnificent"     | 62            | 7             | 5             |
| 2009 | "Maybach Music 2" | 92            | 56            | —             |